# Буль (декоративный стиль)

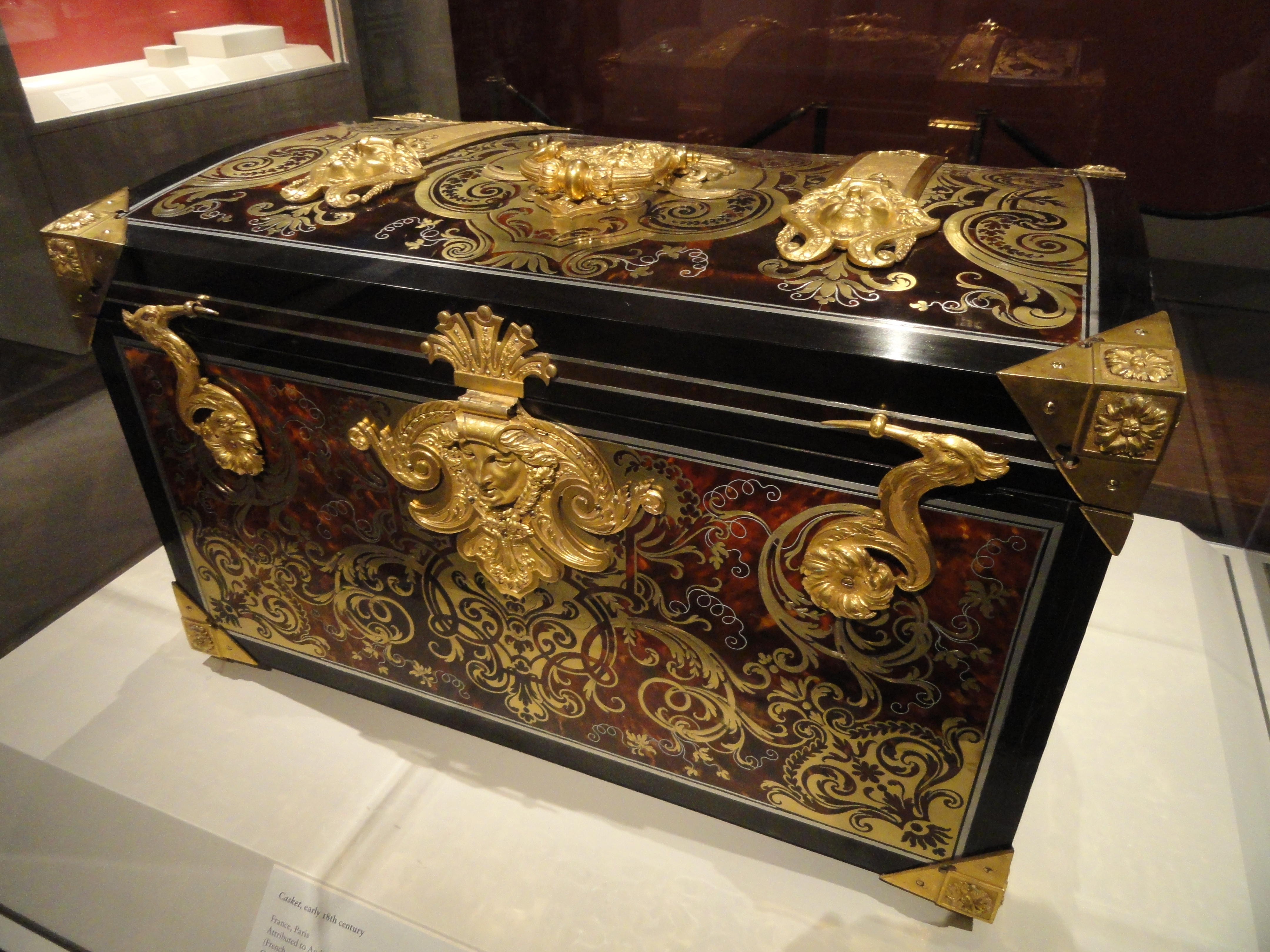
Сундук, начало XVIII века, авторство приписывается Андре-Шарлю Булю, дубовый каркас, облицованный черепаховым панцирем, позолоченная медь, олово, чёрное дерево

Буль (фр. Boulle) — мебельный декоративный стиль, названный по имени французского мастера Андре-Шарля Буля.
Техника украшения мебельных фасадов посредством инкрустации была известна и ранее (она широко использовалась голландскими мастерами), но именно Буль довел её до абсолютного совершенства. Шкафы и комоды Буля с богатейшей инкрустацией фасадов из латуни, золоченой бронзы, пластин из панциря черепахи, рога и т. д. соответствовали вкусам эпохи французского короля Людовика XIV.
Подобная мебель заняла почетное место в интерьерах дворцов и резиденций высшей аристократии, а Андре-Шарль Буль удостоился звания чернодеревца короля.